# Pedro Luis Tamayo Tornadijo
Pedro Luis Tamayo Tornadijo, más conocido por Tamayo, es un futbolista español. (3 de noviembre de 1962, Pampliega (Burgos). Jugó en la Primera División de España de fútbol en el Real Burgos Club de Fútbol, equipo en el que es él jugador que más partidos oficiales ha disputado.

Sus comienzos fueron en el Burgos Club de Fútbol de 1978 a 1983 desde la etapa Juvenil hasta 2ª División B. Posteriormente, ficha por el Mérida S.A.D las temporadas 1992/93 y 1993/94 temporada esta última en la que desde enero a junio de 1994, milita en el Córdoba Club de Fútbol.Tras la desaparición del Real Burgos Club de Fútbol, Don José María Quintano Vadillo, refunda el Burgos Club de Fútbol, en el que militaría en la Temporada 1996/97.
Es, como Emiliano, un jugador que se incorpora al Real Burgos en su nacimiento en la temporada 1983/84, después de la desaparición del Burgos C.F., y procedente de las categorías inferiores del club extinto. Siempre como defensa central, su entrega, su calidad, y el hecho de ser un producto de la cantera, le hace un jugador muy querido entre la afición. Con un excelente juego de cabeza, Pedro Luis Tamayo llega a lo más alto con el Real Burgos jugando en primera hasta la desaparición (otra vez el meteorito exterminador) del equipo.
Quizá por eso, en la actualidad es vicepresidente en la Junta Directiva del Burgos Promesas (Tercera División Nacional Grupo VIII) junto con el mítico Manzanedo y otros exjugadores, en un maravilloso proyecto de cantera en el que decenas de equipos sirven de plataforma a niños de Burgos para aprender a jugar al fútbol, todo ello, dotado de muchos y buenos medios materiales, y con una notable actitud que nunca se tuvo con la cantera de Burgos. Por eso Tamayo, por la actual dedicación a los niños de cara a que no nos hagan caer en los mismos errores de siempre, por todo lo que diste siempre al equipo en el Plantío, y porque sabemos que llevas a Burgos en el corazón.